# Serpusilla
Serpusilla is een geslacht van rechtvleugeligen uit de familie veldsprinkhanen (Acrididae). De wetenschappelijke naam van dit geslacht is voor het eerst geldig gepubliceerd in 1931 door Ramme.

## Soorten
Het geslacht Serpusilla omvat de volgende soorten:
- Serpusilla andringitra Wintrebert, 1972
- Serpusilla erythropyga Chopard, 1952
- Serpusilla glabra Dirsh, 1962
- Serpusilla malagassa Bruner, 1910
- Serpusilla manangotra Wintrebert, 1972
- Serpusilla ochreopyga Dirsh, 1962